# テレコム・パリ
テレコム・パリ（Télécom Paris、旧称: 国立高等電気通信学校〈こくりつこうとうでんきつうしんがっこう〉、École nationale supérieure des télécommunications）は、フランスの工学系グランゼコール。

## 概要
1845年、郵政族で電信中央管理局長官も務めた政治家のアルフォンス・フォワ（Alphonse Foy）が電気通信（テレコミュニケーション）技術者養成機関の設立を提言したが、当時は却下された。
1878年、高等専修郵便電信学校（École professionnelle supérieure des postes et télégraphes）が開校。
1912年、高等郵便電信学校（École supérieure des postes et télégraphes）と改称。
1942年、国立高等電気通信学校（École nationale supérieure des télécommunications）と改称。